# سیارک ۱۳۲۵۰
سیارک ۱۳۲۵۰ (به انگلیسی: 13250 Danieladucato، نامگذاری:1998OJ) سیزده هزار و دویست و پنجاهمین سیارک کشف شده‌است که در ۱۹ ژوئیه ۱۹۹۸ کشف شد.
قدر مطلق سیارک برابر ۱۵٫۰۰ است.